# Sthaviravāda
Sthaviravāda (sanskrit) ist im Buddhismus eine Frühform resp. Vorläuferschule des Theravāda.
Der Sthaviravāda ist dabei eine konservative, aus einem Schisma über die Vollkommenheit der Arhat hervorgegangene Richtung des Sangha. In Auseinandersetzung mit den Mahasanghikas gebildet, spalteten sich etwa 280 v. Chr. die Vatsiputriyas und etwa 40 Jahre später die Sarvastivadins ab. Ein späterer Name der Anhänger lautet Vibhajvavādins.

## Quelle
- Klaus-Josef Notz: Das Lexikon des Buddhismus. Band 2: N-Z. Herder, Freiburg i. Br. 1998, DNB 954885171, S. 436.
- Andrew Skilton: A Concise History of Buddhism. Barnes & Noble, New York 2003, ISBN 0-7607-2178-5.
- Nalinaksha Dutt: Buddhist Sects in India. Motilal Banarsidass, Delhi 1998, ISBN 81-208-0428-7.